# هومنوك
هومنوك (بالإنجليزية: Humnoke, Arkansas)‏ هي مدينة تقع في مقاطعة لونوك، أركنسو بولاية أركنساس في الولايات المتحدة. تبلغ مساحة هذه المدينة 0.9 (كم²)، وترتفع عن سطح البحر 60 م، بلغ عدد سكانها 280 نسمة في عام 2000 حسب إحصاء مكتب تعداد الولايات المتحدة.

## التركيبة السكانية
حدّد مكتب تعداد الولايات المتحدة بيانات التركيبة السكانية لهومنوك في تعداد الولايات المتحدة. في ما يلي، التركيبة السكانية حسب تعدادي 2000 و2010.

### تعداد عام 2000
بلغ عدد سكان هومنوك 280 نسمة بحسب تعداد عام 2000، وبلغ عدد الأسر 111 أسرة وعدد العائلات 77 عائلة مقيمة في المدينة. في حين سجلت الكثافة السكانية 345.7 نسمة لكل كيلومتر مربع (895.4/ميل2). وبلغ عدد الوحدات السكنية 130 وحدة بمتوسط كثافة قدره 160.5 لكل كيلومتر مربع (415.7/ميل2).
وتوزع التركيب العرقي للمدينة بنسبة 85.71% من البيض و10.36% من الأمريكيين الأفارقة و0.36% من الأمريكيين ذوي الأصول الآسيوية و1.79% من الأعراق الأخرى و1.79% من عرقين مختلطين أو أكثر و2.86% من الهسبانيون أو اللاتينيون من أي عرق.
بلغ عدد الأسر 111 أسرة كانت نسبة 37.8% منها لديها أطفال تحت سن الثامنة عشر تعيش معهم، وبلغت نسبة الأزواج القاطنين مع بعضهم البعض 54.1% من أصل المجموع الكلي للأسر، ونسبة 9.9% من الأسر كان لديها معيلات من الإناث دون وجود شريك،  بينما كانت نسبة 5.4% من الأسر لديها معيلون من الذكور دون وجود شريكة وكانت نسبة 30.6% من غير العائلات. تألفت نسبة 27% من أصل جميع الأسر من عدة أفراد يعيشون في نفس المنزل ونسبة 14.4% كانت تتألف من شخص يعيش بمفرده يبلغ من العمر 65 عاماً أو أكثر. وبلغ متوسط حجم الأسرة المعيشية 2.52، أما متوسط حجم العائلات فبلغ 3.10.
بلغ العمر الوسطي للسكان 33.0 عاماً. وكانت نسبة 28.2% من القاطنين تحت سن الثامنة عشر، وكانت نسبة 6.1% بين الثامنة عشر والرابعة والعشرين عاماً، ونسبة 32.1% كانت واقعةً في الفئة العمرية ما بين الخامسة والعشرين والرابعة والأربعين عاماً، ونسبة 20% كانت ما بين الخامسة والأربعين والرابعة والستين، ونسبة 13.6% كانت ضمن فئة الخامسة والستين عاماً فما فوق. يوجد لكل 100 أنثى 93.1 ذكر، ويوجد لكل 100 أنثى في الثامنة عشر من عمرها فما فوق 95.1 ذكر.
بلغ متوسط دخل الأسرة في المدينة 21,528 دولارًا، أما متوسط دخل العائلة فبلغ 28,125 دولارًا. وكان متوسط دخل الذكور 27,500 دولارًا مقابل 15,750 دولارًا للإناث. وسجل دخل الفرد الخاص بالمدينة 15,194 دولارًا. وكانت نسبة 15.2% من العائلات ونسبة 20.3% من السكان تحت خط الفقر، وكان من هؤلاء نسبة 23.5% تحت سن الثامنة عشر ونسبة 27.8% في الخامسة والستين من العمر وما فوق.

### تعداد عام 2010
بلغ عدد سكان هومنوك 284 نسمة بحسب تعداد عام 2010، وبلغ عدد الأسر 112 أسرة وعدد العائلات 73 عائلة مقيمة في المدينة. في حين سجلت الكثافة السكانية 350.6 نسمة لكل كيلومتر مربع (908.0/ميل2). وبلغ عدد الوحدات السكنية 135 وحدة بمتوسط كثافة قدره 166.7 لكل كيلومتر مربع (431.8/ميل2).
وتوزع التركيب العرقي للمدينة بنسبة 85.56% من البيض و13.03% من الأمريكيين الأفارقة و1.41% من عرقين مختلطين أو أكثر.
بلغ عدد الأسر 112 أسرة كانت نسبة 30.4% منها لديها أطفال تحت سن الثامنة عشر تعيش معهم، وبلغت نسبة الأزواج القاطنين مع بعضهم البعض 44.6% من أصل المجموع الكلي للأسر، ونسبة 13.4% من الأسر كان لديها معيلات من الإناث دون وجود شريك،  بينما كانت نسبة 7.1% من الأسر لديها معيلون من الذكور دون وجود شريكة وكانت نسبة 34.8% من غير العائلات. تألفت نسبة 28.6% من أصل جميع الأسر من عدة أفراد يعيشون في نفس المنزل ونسبة 17% كانت تتألف من شخص يعيش بمفرده يبلغ من العمر 65 عاماً أو أكثر. وبلغ متوسط حجم الأسرة المعيشية 2.54، أما متوسط حجم العائلات فبلغ 3.10.
بلغ العمر الوسطي للسكان 41.0 عاماً. وكانت نسبة 26.1% من القاطنين تحت سن الثامنة عشر، وكانت نسبة 4.2% بين الثامنة عشر والرابعة والعشرين عاماً، ونسبة 23.9% كانت واقعةً في الفئة العمرية ما بين الخامسة والعشرين والرابعة والأربعين عاماً، ونسبة 26.4% كانت ما بين الخامسة والأربعين والرابعة والستين، ونسبة 19.4% كانت ضمن فئة الخامسة والستين عاماً فما فوق. وتوزع التركيب الجنسي للسكان بنسبة 50.4% ذكور و49.6% إناث.

## وصلات خارجية
- The US50 - Cities and Towns in Arkansas State
- 2012 United States Census Estimate